# Louis Eilshemius
Louis Michel Eilshemius (Newark, Nueva Jersey, 4 de febrero de 1864 – Nueva York, 29 de diciembre de 1941) fue un pintor estadounidense que destacó por sus paisajes y desnudos. A pesar de su formación académica, gran parte de sus trabajos tiene un carácter de arte naíf.

## Biografía
Nacido a un Newark, Nueva Jersey, Eilshemius se educó en Europa. Más tarde se formó durante dos años en la Universidad Cornell, antes de empezar sus estudios en el Art Students League de Nueva York. También estudió con el paisajista estadounidense Robert Crannell Minor. Asimismo recibió enseñanzas del pintor William-Adolphe Bouguereau en la Académie Julian de París y viajó profusamente por Europa, África y los mares del Sur, regresando a su ciudad natal de Nueva York para vivir el resto de su vida.
Sus paisajes tempranos muestran la influencia de la Escuela de Barbizon, así como de los pintores Camille Corot, George Inness y Albert Pinkham Ryder. Hacia 1910, el elemento fantástico se hace más pronunciado en su obra y su técnica desdeña los aprendizajes académicos y se hace más tosca. De aquí en adelante, pintará sobre cartulinas en lugar de sobre lienzos. Sus obras posteriores, de carácter visionario, que representan paisajes iluminados por la luna poblados de ninfas voluptuosas causaron consternación a sus contemporáneos, debido principalmente a sus desnudos rudimentarios y, a menudo, extravagantemente sonrientes. Estas se muestran retozando en bosques o cascadas, solas o en grupos, a veces desafiando la gravedad, flotando en el aire. Sus pinturas de los tejados de Nueva York son tan líricas como sus escenas pastorales, y como ellas a menudo están delimitadas por "marcos" sinuosos que pintó en sus cuadros.

### Música y versos
Eilshemius también escribió versos y compuso música, reflexionó en numerosas, y a menudo mordaces, cartas al director de varias publicaciones de la ciudad de Nueva York. Su falta de reconocimiento público lo condujo a medidas desesperadas: sospechando que la longitud de su nombre era responsable de su olvido, hacia 1890 comenzó a firmar sus pinturas como "Elshemus" (volvió a la ortografía original en 1913). En membretes y en folletos editados por él mismo se intituló como "educador, ex-actor, doctor aficionado, hipnotizador-profeta y místico, lector de manos, lingüista en 5 idiomas". Sin embargo, no carecía de seguidores. Eilshemius fue defendido por Marcel Duchamp, quien lo "descubrió" en 1917 y lo invitó a exponer con él en París ese año. Joseph Stella fue también su admirador y le dedicó un retrato plateado especialmente sentido. Su trabajo fue generalmente bien recibido por los espectadores y críticos franceses; sus admiradores incluyeron a Matisse. Posteriormente, Duchamp ayudó a organizar la primera exposición individual de Eilshemius en 1920, en la Société Anonyme de la ciudad de Nueva York. Una recepción hostil a esta exposición lo llevó a abandonar la pintura por completo en 1921, aunque hay una única pintura conocida fechada posteriormente, en 1937. 
Víctor Ganz comenzó a coleccionar arte en su adolescencia con las compras de acuarelas de Louis Eilshemius y Jules Pascin y una pintura al óleo de Raphael Soyer.
Herido en accidente de automóvil en 1932, se hizo cada vez más reservado. Su salud disminuyó a la par que su fortuna familiar. Murió en 1941. Según Stefan Banz, no hay ninguna evidencia de que Eilshemius fuera nieto del pintor suizo Louis Léopold Robert, a pesar de algunos informes en esa línea.